# عمر السومه
عمر جهاد السومه (زادهٔ ۲۸ مارس ۱۹۸۹)، بازیکن فوتبال اهل سوریه است که در پست مهاجم برای باشگاه العروبه در لیگ حرفه‌ای فوتبال عربستان و تیم ملی سوریه بازی می‌کند.
در اوت ۲۰۱۱، السومه به باشگاه کویتی القادسیه پیوست. او در مدت حضورش در القادسیه عناوین زیادی را بدست آورد و در آخرین فصل حضورش در لیگ کویت (در فصلی که تیمش قهرمان شد) با زدن ۲۳ گل، آقای گل شد.
در جولای ۲۰۱۴، السومه با بستن قراردادی ۲ ساله، به الاهلی در لیگ حرفه‌ای عربستان پیوست. السومه در اولین بازی خود برای الاهلی در مقابل هجر، هت‌تریک کرد و بازی با نتیجه ۶–۱ به سود الاهلی به پایان رسید. او در سال‌های ۲۰۱۵، ۲۰۱۶ و ۲۰۱۷ آقای گل لیگ عربستان شد. السومه در سال ۲۰۱۶ به الاهلی کمک کرد که دوباره الاهلی بعد از گذشت ۳۲ سال، قهرمان لیگ شود.

## افتخارات

### باشگاهی

#### الفتوه
- لیگ برتر زیر ۱۸ سال سوریه
  - قهرمان (۱): ۲۰۰۸–۲۰۰۷[۳]
- گروه شمالی لشکر دوم سوریه
  - قهرمان (۱): ۲۰۱۰–۲۰۰۹

#### القادسیه
- لیگ برتر کویت
  - قهرمان (۲): ۲۰۱۲–۲۰۱۱، ۲۰۱۴–۲۰۱۳
  - نایب‌قهرمان (۱): ۲۰۱۳–۲۰۱۲
- سوپر جام کویت
  - قهرمان (۳): ۲۰۱۱، ۲۰۱۳، ۲۰۱۴
  - نایب‌قهرمان (۱): ۲۰۱۲
- جام امیر کویت
  - قهرمان (۲): ۲۰۱۲، ۲۰۱۳
  - نایب‌قهرمان (۱): ۲۰۱۴
- جام ولیعهد کویت
  - قهرمان (۲): ۲۰۱۳، ۲۰۱۴
- جام فدراسیون کویت
  - قهرمان (۱): ۲۰۱۳–۲۰۱۲
- ای‌اف‌سی کاپ
  - قهرمان (۱): ۲۰۱۴
  - نایب‌قهرمان (۱): ۲۰۱۳

#### الاهلی
- جام ولیعهد عربستان
  - قهرمان (۱): ۲۰۱۵–۲۰۱۴
- لیگ حرفه‌ای عربستان
  - قهرمان (۱): ۲۰۱۶–۲۰۱۵
  - نایب‌قهرمان (۳): ۲۰۱۵–۲۰۱۴، ۲۰۱۷–۲۰۱۶، ۲۰۱۸–۲۰۱۷
- جام پادشاهی عربستان
  - قهرمان (۱): ۲۰۱۶
  - نایب‌قهرمان (۲): ۲۰۱۴، ۲۰۱۷
- سوپر جام عربستان
  - قهرمان (۱): ۲۰۱۶

#### العربی
- جام امیر قطر
  - قهرمان (۱): ۲۰۲۳
- لیگ ستارگان قطر
  - نایب‌قهرمان (۱): ۲۰۲۳–۲۰۲۲

### ملی

#### سوریه
- قهرمانی فوتبال غرب آسیا
  - قهرمان (۱): ۲۰۱۲